# السية (المحويت)

تعديل مصدري - تعديل

السيــة هي إحدى قرى عزلة الغربي الاعلى بمديرية المحويت التابعة لمحافظة المحويت، بلغ تعداد سكانها 271 نسمة حسب تعداد اليمن لعام 2004.